# Voler
Voler è una canzone interpretata dal cantante francese Michel Sardou in duetto con Céline Dion. Il brano scritto da Jacques Vénéruso e dallo stesso Sardou è stato pubblicato in Francia come terzo singolo promozionale dell'album Être une femme 2010 (2010). La canzone evoca la passione di Sardou per il pilotaggio di aerei; inizialmente doveva essere cantata solamente dal cantautore, ma la sua corista, Delphine Elbé, ebbe l'idea di registrarla in duetto.
Il singolo fu rilasciato in radio il 2 settembre 2010 e raggiunse la posizione numero 48 della classifica belga vallona.

## Videoclip musicale
Per la promozione del singolo fu realizzato anche un videoclip musicale in cui sono state incorporate alcune immagini in cui appare Céline Dion. Pertanto, i due artisti non si sono incontrati per la sua realizzazione.
Quattro anni dopo, durante la puntata del 20 settembre 2014 del talk-show francese On n'est pas couché, Michel Sardou espresse la sua insoddisfazione per il titolo del brano e la scelta dell'attore apparso nel videoclip, criticando i suoi discografici e dichiarando di non aver potuto incontrare la cantante per registrare il pezzo. Tutto ciò il cantautore giudicò questa esperienza personale come un "pasticcio".

## Interpretazioni dal vivo e pubblicazioni
La canzone è stata inclusa nello spettacolo Confidences et reunailles - Live 2011 dove viene eseguita in duetto con Delphine Elbé, la corista di Sardou. 
La canzone è stata pubblicata anche nel greatest hits del cantautore, Les Grands Moments (2012).

## Formati e tracce
CD Singolo Promo (Francia) (Mercury Records)
1. Voler – 3:46 (Jacques Veneruso, Michel Sardou)

## Classifiche
| Classifica (2010)                     | Posizione massima raggiunta |
| ------------------------------------- | --------------------------- |
| Belgio Vallonia (Ultratop 50 Singles) | 48                          |